# Mämed Orazmuhamedow
Mämed Orazmuhamedow (20 de dezembro de 1986) é um futebolista turcomeno que atua pela equipe do Altyn Asyr,[carece de fontes?] clube da cidade de Ashgabat que Disputa a primeira divisão do Campeonato Turcomeno de Futebol. Foi campeão do Campeonato Turcomeno de 2017 pelo Altyn Asyr.